# Novovozdvîjenka, Bârzula
Novovozdvîjenka (în ucraineană Нововоздвиженка) este un sat în comuna Liubașivka din raionul Bârzula, regiunea Odesa, Ucraina.

## Demografie
Componența lingvistică a localității Novovozdvîjenka
     Ucraineană (65,06%)
     Română (34,94%)
Conform recensământului din 2001, majoritatea populației localității Novovozdvîjenka era vorbitoare de ucraineană (65,06%), existând în minoritate și vorbitori de română (34,94%).